# Ophthalmitis clararia
Ophthalmitis clararia là một loài bướm đêm trong họ Geometridae.